# Aglossorrhyncha
Aglossorrhyncha là một chi thực vật có hoa trong họ Orchidaceae.